# Кольбаєв Кусаїн
Кусаїн Кольбайович Кольбаєв (25 листопада 1908, село Кок-Джар Пішпекського повіту Семиріченської області, тепер Аламудунського району Чуйської області, Киргизстан — 17 лютого 1981, місто Фрунзе, тепер Бішкек, Киргизстан) — киргизький радянський діяч, інженер, 2-й секретар ЦК КП(б) Киргизії, заступник голови Ради народних комісарів Киргизької РСР.

## Біографія
Народився в родині селянина-бідняка. З квітня 1919 до квітня 1923 року виховувався в дитячому будинку в місті Пішпек. З квітня 1923 до вересня 1924 року працював у господарстві брата в селі Узунгір Пішпекського повіту. У 1924 році вступив до комсомолу.
З вересня 1924 до серпня 1925 року навчався в сільській школі в Пішпеку. У серпні 1925 — червні 1926 року — курсант Тверської губернської школи радянського та партійного будівництва 2-го ступеня.
Кандидат у члени ВКП(б) з березня 1926 до березня 1927 року.
З червня 1926 до грудня 1929 року навчався на робітничому факультеті в місті Твері.
Член ВКП(б) з березня 1927 року.
У грудні 1929 — січні 1935 року — студент Ленінградського автомобільно-дорожнього інституту, інженер-дорожник.
З січня до листопада 1935 року — інженер Будівництва шосейної дороги 3-го мостового виконробства в селі Ат-Баши Киргизької АРСР.
У листопаді 1935 — січні 1937 року — начальник 955-ї дорожньо-експлуатаційної дільниці «Памірбуду» в місті Нарин Киргизької АРСР.
З січня до квітня 1937 року — виконавець робіт 1-го виконробства в урочищі Кара-Ункурт Наринського району Киргизької РСР.
У квітні 1937 — лютому 1938 року — заступник начальника виробничо-технічного відділу Управління будівництва дороги Фрунзе—Ош.
24 лютого — 3 липня 1938 року — 2-й секретар ЦК КП(б) Киргизії.
У липні 1939 — лютому 1943 року — народний комісар автомобільного транспорту Киргизької РСР.
У лютому 1943 — серпні 1944 року — заступник голови Ради народних комісарів Киргизької РСР.
У серпні 1944 — березні 1947 року — заступник голови Комітету в справах культурно-освітніх установ при Раді міністрів Киргизької РСР.
У березні 1947 — січні 1948 року — заступник міністра сільського господарства Киргизької РСР.
У січні 1948 — липні 1953 року — міністр комунального господарства Киргизької РСР.
У 1949 році закінчив заочне відділення Вищої партійної школи при ЦК ВКП(б) у Москві.
У липні — грудні 1953 року — міністр дорожнього і транспортного господарства Киргизької РСР.
У грудні 1953 — листопаді 1971 року — міністр автомобільного транспорту та шосейних доріг Киргизької РСР.
З 1971 року — персональний пенсіонер у місті Фрунзе. У листопаді 1971 — 17 лютого 1981 року — директор постійно діючих курсів Міністерства автомобільного транспорту та шосейних доріг Киргизької РСР.
Помер 17 лютого 1981 року після важкої хвороби в місті Фрунзе (тепер — Бішкеку).

## Нагороди
- три ордени Трудового Червоного Прапора
- орден «Знак Пошани»
- медалі